# Taïx
Taïx é uma comuna francesa na região administrativa de Occitânia, no departamento de Tarn. Estende-se por uma área de 4,76 km². Em 2010 a comuna tinha 491 habitantes (densidade: 103,2 hab./km²).